# Lance Bouma
Lance Gordon Bouma, född 25 mars 1990, är en kanadensisk professionell ishockeyspelare som spelar för Dresdner Eislöwen i DEL. Bouma spelade under fyra säsonger för Vancouver Giants i WHL (2006-2010). Han draftades i tredje rundan i 2008 års NHL-draft av Calgary Flames som 78:e spelare totalt. Han gjorde AHL-debut under Calder Cup-slutspelet 2010 för Abbotsford Heat. Den efterföljande säsongen gjorde han NHL-debut för Flames. Bouma tillhörde Flames fram till och med säsongen 2016/17. Därefter tillbringade han en säsong för Chicago Blackhawks och dess farmarklubb Rockford Icehogs i AHL.
Inför säsongen 2018/19 lämnade Bouma Nordamerika för spel med den schweiziska klubben Genève-Servette HC i NL. Han spelade endast tre matcher för klubben innan han ådrog sig en knäskada. Han återvände till AHL för den efterföljande säsongen, som han tillbringade med Ontario Reign. Från säsongen 2020/21 spelade han fem säsonger i svenska SHL, för IK Oskarshamn, Malmö Redhawks och Linköping HC. Sedan 2025 tillhör han Eislöwen i DEL.

## Karriär

### 2005–2017: Början av karriären och Calgary Flames
Bouma valdes i andra rundan av Vancouver Giants vid 2005 års WHL-draft. Han tillbringade större delen av säsongen 2005/06 med att spela ungdomsishockey i Rural Alberta Midget Hockey League, men spelade också i fem matcher som 15-åring för Giants där han noterades för ett mål och tre assistpoäng. Säsongen 2006–07 var han ordinarie i Giants och spelade 49 grundseriematcher samt 22 slutspelsmatcher där Giants nådde finalspel i WHL. Laget förlorade mot Medicine Hat Tigers men kvalificerade sig för 2007 års Memorial Cup som värdlag och besegrade Tigers i finalen av CHL-mästerskapet. Efter att ha gjort 35 poäng, varav tolv mål på 71 matcher för Giants under säsongen 2007/08, valdes Bouma av Calgary Flames i den tredje rundan, som 78:e spelare totalt, i NHL Entry Draft 2008. Han stannade kvar i juniorligan i ytterligare två säsonger och var lagkapten för Giants säsongen 2009/10, där laget nådde den tredje omgången av WHL-slutspelet innan man slogs ut av Tri-City Americans.
Efter att Giants slagits ut ur WHL-slutspelet anslöt Bouma till Flames farmarlag Abbotsford Heat i AHL. Han gjorde debut i ligan undan Calder Cup-slutspelet, den 2 maj 2010, i en match mot Hamilton Bulldogs. Samma månad, den 6 maj, gjorde han sitt första AHL-mål, på Cedrick Desjardins, i en 4–1-seger mot samma motstånd. Den efterföljande säsongen, 2010/11, inledde Bouma med Heat. I början av februari 2011 blev han för första gången uppkallad till NHL av Flames. Två dagar senare gjorde han NHL-debut i en 4–3-förlust mot Los Angeles Kings. Den 7 februari samma år noterades han för sin första NHL-poäng då han assisterade till ett mål av Mikael Backlund i en match mot Chicago Blackhawks. Detta blev Boumas enda NHL-poäng under de 16 matcher han spelade för Flames under säsongens gång. Bouma återvände till Heat, som misslyckades att ta sig till slutspel. På 61 grundseriematcher noterades han för 20 poäng (tolv mål, åtta assist).
Säsongen 2011/12 kombinerade Bouma spel i NHL med spel i AHL. Han spelade flest matcher för Heat (31) och noterades för tre mål och lika många assistpoäng. Den 7 januari 2012 gjorde han sitt första NHL-mål, på Niklas Bäckström, i en 3–1-seger mot Minnesota Wild. På 27 NHL-matcher stod han för ett mål och en assist. Varken Heat eller Flames lyckades ta sig till respektive slutspel. På grund av NHL-lockouten 2012/13 inledde Bouma säsongen i AHL. Han hann dock endast spela tre matcher för Heat innan han ådrog sig en allvarlig knäskada. Han missade resten av säsongen och tvingades till två operationer.
Den 20 juli 2013 bekräftades det att Bouma förlängt sitt avtal med Flames med ytterligare ett år. Säsongen 2013/14 spelade Bouma enbart i NHL. Flames var dock ett bottenlag och misslyckades att ta sig till Stanley Cup-slutspelet. På 78 grundseriematcher noterades Bouma för 15 poäng, varav fem mål. Den 27 augusti 2014 stod det klart att Bouma förlängt sitt avtal med Flames med ytterligare ett år. Säsongen 2014/15 gjorde Bouma sin poängmässigt bästa grundserie i NHL. Han spelade återigen 78 grundseriematcher och noterades för 16 mål och 18 assist. I grundseriens 80:e omgång ådrog sig Bouma en handskada vilken höll honom från spel de två sista matcherna av grundserien, samt Flames nio första matcher av Stanley Cup-slutspelet. Bouma gjorde debut i slutspelet den 8 maj 2015 och hann endast spela två matcher innan laget slogs ut av Anaheim Ducks med 4–2 i kvartsfinalserien.

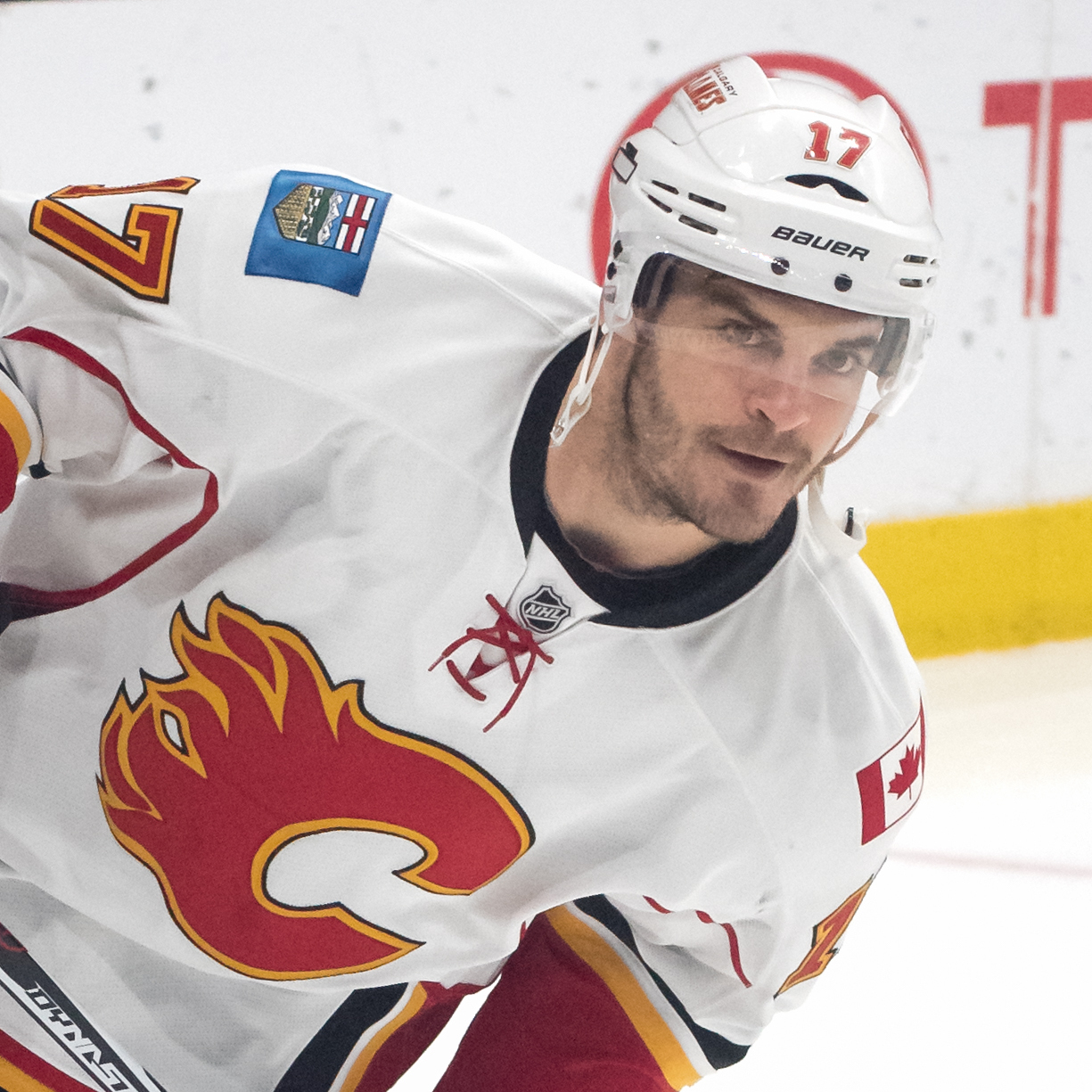
Bouma med Flames 2016.

Bouma skrev ett treårskontrakt med Flames, vilket bekräftades av klubben den 23 juli 2015. I sin tredje match av grundserien 2015/16 ådrog sig Bouma en fraktur efter en tackling från Ryan Reaves. Han gjorde comeback i slutet av december och spelade totalt 44 grundseriematcher. På dessa stod han för två mål och fem assistpoäng. Flames misslyckades att ta sig till Stanley Cup-slutspelet. Säsongen 2016/17 spelade Bouma 66 grundseriematcher för Flames och tangerade sin poängnotering från föregående säsong då han stod för tre mål och fyra assist. Laget tog sig till slutspel men slogs ut omgående av Anaheim Ducks med 4–0 i matcher.

### 2017–2020: Chicago Blackhawks, AHL och Schweiz
I slutet av juni 2017 bekräftade Flames att man satt upp Bouma på waiverslistan för ett potentiellt utköp då han vid denna tidpunkt fortfarande hade ett år kvar på sitt avtal med klubben. Dagen därpå, den 1 juli, bekräftade det att Bouma skrivit ett ettårskontrakt med Chicago Blackhawks. Han tillbringade den första delen av säsongen i NHL med Blackhawks där han på 53 grundseriematcher noterades för tre mål och sex assistpoäng. I slutet av februari 2018 skickades han ner till AHL för spel med Rockford Icehogs, där han tillbringade återstoden av säsongen. På 20 grundseriematcher med klubben stod han för sju mål och lika många assistpoäng. Icehogs lyckades ta sig till semifinal i Calder Cup-slutspelet, där man föll mot Texas Stars med 4–2 i matcher.
Den 15 augusti 2018 skrev han på ett tvåårskontrakt med den schweiziska klubben Genève-Servette HC i NL men hann bara spela tre matcher för klubben innan han blev skadad och missade återstoden av säsongen.
Den 2 september 2019 meddelades det att Bouma återvänt till Nordamerika då han skrivit ett try out-avtal med Los Angeles Kings och medverkade på klubbens försäsongsträning. Efter träningslägret skrev han ett try out-avtal med Kings farmarklubb Ontario Reign i AHL. Han spelade 57 grundseriematcher för laget och noterades för tio mål och lika många assist, innan säsongen ställdes in på grund av Covid-19-pandemin.

### Från 2020: Spel i Europa
Efter att ha gått kontraktslös i inledningen av säsongen 2020/21 presenterades Bouma den 23 december 2020 för IK Oskarshamn i SHL. Han gjorde SHL-debut den 7 januari 2021 och gjorde sitt första SHL-mål, på Niklas Svedberg, då han avgjorde till 3–4 i en match mot Djurgårdens IF. Bouma snittade en poäng per match de första sju matcherna han spelade i SHL. Laget misslyckades att ta sig till SM-slutspel och på 21 grundseriematcher stod Bouma för sex mål och sju assist.
Den 15 juni 2021 stod det klart att Bouma lämnat Oskarshamn då han skrivit ett tvåårsavtal med seriekonkurrenten Malmö Redhawks. Bouma missade endast en av grundseriens 52 matcher den följande säsongen. På dessa matcher noterades han för sin poängmässigt bästa säsong i SHL då han stod för 9 mål och 15 assistpoäng. Malmö slutade på tolfte plats i grundserietabellen och misslyckades därmed att ta sig till SM-slutspel. I sin andra säsong för klubben noterades Bouma för sju mål och lika många assistpoäng på 47 grundseriematcher. Malmö slutade sist i grundserien och Bouma missade de avslutande fem omgångarna. Laget höll sig sedan kvar i SHL genom att besegra Brynäs IF i play out, med 4–1 i matcher. Bouma spelade dock inte några av dessa matcher. Efter säsongens slut bekräftades det i slutet av mars 2023 att Bouma lämnat Malmö Redhawks.
Efter att ha inlett säsongen 2023/24 kontraktslös, bekräftades det den 3 oktober 2023 att Bouma skrivit ett ettårsavtal med Linköping HC. Han stod för åtta poäng, varav två mål, på 41 grundseriematcher. Linköping tog sig till SM-slutspel, där man besegrades i kvartsfinalserien med 4–0 i matcher mot Skellefteå AIK. Den 16 april 2024 stod det klart att Bouma förlängt avtalet med Linköping med ytterligare en säsong. Säsongen 2024/25 spelade Bouma 47 grundseriematcher för Linköping och stod för tolv poäng (fem mål, sju assist). Laget misslyckades att ta sig till SM-slutspel då man slutade på tolfte plats.
Den 6 juni 2025 meddelades det att Bouma skrivit ett ettårsavtal med nykomlingen i tyska DEL, Dresdner Eislöwen.

## Statistik
| 2005–06    | Vancouver Giants   | WHL        | 5   | 1  | 3  | 4  | 0   | —  | — | —  | —  | —  |
| 2006–07    | Vancouver Giants   | WHL        | 49  | 3  | 5  | 8  | 31  | 22 | 3 | 3  | 6  | 12 |
| 2007–08    | Vancouver Giants   | WHL        | 71  | 12 | 23 | 35 | 93  | 10 | 0 | 1  | 1  | 8  |
| 2008–09    | Vancouver Giants   | WHL        | 48  | 9  | 16 | 25 | 116 | 17 | 7 | 5  | 12 | 30 |
| 2009–10    | Vancouver Giants   | WHL        | 57  | 14 | 29 | 43 | 134 | 16 | 4 | 13 | 17 | 47 |
| 2009–10    | Abbotsford Heat    | AHL        | —   | —  | —  | —  | —   | 5  | 1 | 0  | 1  | 2  |
| 2010–11    | Abbotsford Heat    | AHL        | 61  | 12 | 8  | 20 | 53  | —  | — | —  | —  | —  |
| 2010–11    | Calgary Flames     | NHL        | 16  | 0  | 1  | 1  | 2   | —  | — | —  | —  | —  |
| 2011–12    | Abbotsford Heat    | AHL        | 31  | 3  | 3  | 6  | 53  | —  | — | —  | —  | —  |
| 2011–12    | Calgary Flames     | NHL        | 27  | 1  | 2  | 3  | 11  | —  | — | —  | —  | —  |
| 2012–13    | Abbotsford Heat    | AHL        | 3   | 1  | 0  | 1  | 2   | —  | — | —  | —  | —  |
| 2013–14    | Calgary Flames     | NHL        | 78  | 5  | 10 | 15 | 41  | —  | — | —  | —  | —  |
| 2014–15    | Calgary Flames     | NHL        | 78  | 16 | 18 | 34 | 54  | 2  | 0 | 0  | 0  | 2  |
| 2015–16    | Calgary Flames     | NHL        | 44  | 2  | 5  | 7  | 31  | —  | — | —  | —  | —  |
| 2016–17    | Calgary Flames     | NHL        | 61  | 3  | 4  | 7  | 35  | 3  | 0 | 0  | 0  | 2  |
| 2017–18    | Chicago Blackhawks | NHL        | 53  | 3  | 6  | 9  | 36  | —  | — | —  | —  | —  |
| 2017–18    | Rockford IceHogs   | AHL        | 20  | 7  | 7  | 14 | 10  | 13 | 1 | 1  | 2  | 12 |
| 2018–19    | Genève-Servette HC | NL         | 3   | 0  | 2  | 2  | 2   | —  | — | —  | —  | —  |
| 2019–20    | Ontario Reign      | AHL        | 57  | 10 | 10 | 20 | 63  | —  | — | —  | —  | —  |
| 2020–21    | IK Oskarshamn      | SHL        | 21  | 6  | 7  | 13 | 47  | —  | — | —  | —  | —  |
| 2021–22    | Malmö Redhawks     | SHL        | 51  | 9  | 15 | 24 | 45  | —  | — | —  | —  | —  |
| 2022–23    | Malmö Redhawks     | SHL        | 47  | 7  | 7  | 14 | 26  | —  | — | —  | —  | —  |
| 2023–24    | Linköping HC       | SHL        | 41  | 2  | 6  | 8  | 35  | 4  | 0 | 0  | 0  | 2  |
| 2024–25    | Linköping HC       | SHL        | 47  | 5  | 7  | 12 | 8   | —  | — | —  | —  | —  |
| NHL totalt | NHL totalt         | NHL totalt | 357 | 30 | 46 | 76 | 210 | 5  | 0 | 0  | 0  | 4  |
| SHL totalt | SHL totalt         | SHL totalt | 207 | 29 | 42 | 71 | 161 | 4  | 0 | 0  | 0  | 2  |
| AHL totalt | AHL totalt         | AHL totalt | 172 | 33 | 28 | 61 | 181 | 18 | 2 | 1  | 3  | 14 |